# Olympische Sommerspiele 2008/Schwimmen – 10 km Freiwasser (Frauen)
Das 10 Kilometer Freiwasserschwimmen der Frauen bei den Olympischen Spielen 2008 in Peking wurde am 20. August im Ruder- und Kanupark Shunyi ausgetragen. 

## Ergebnisse
| Platz | Athletin            | Nation             | Zeit        | Defizit      |
| ----- | ------------------- | ------------------ | ----------- | ------------ |
| 01    | Larissa Iltschenko  | Russland           | 1:59:27,7 h |              |
| 02    | Keri-Anne Payne     | Großbritannien     | 1:59:29,2 h | +0:01,5 min  |
| 03    | Cassie Patten       | Großbritannien     | 1:59:31,0 h | +0:03,3 min  |
| 04    | Angela Maurer       | Deutschland        | 1:59:31,9 h | +0:04,2 min  |
| 05    | Ana Marcela Cunha   | Brasilien          | 1:59:36,8 h | +0:09,1 min  |
| 06    | Swann Oberson       | Schweiz            | 1:59:36,9 h | +0:09,2 min  |
| 07    | Poliana Okimoto     | Brasilien          | 1:59:37,4 h | +0:09,7 min  |
| 08    | Jana Pechanová      | Tschechien         | 1:59:39,7 h | +0:12,0 min  |
| 09    | Andreina Pinto      | Venezuela          | 1:59:40,0 h | +0:12,3 min  |
| 10    | Martina Grimaldi    | Italien            | 1:59:40,7 h | +0:13,0 min  |
| 11    | Marianna Lymberta   | Griechenland       | 1:59:42,3 h | +0:14,6 min  |
| 12    | Teja Zupan          | Slowenien          | 1:59:43,7 h | +0:16,0 min  |
| 13    | Yurema Requena      | Spanien            | 1:59:46,9 h | +0:19,2 min  |
| 14    | Edith van Dijk      | Niederlande        | 2:00:02,8 h | +0:35,1 min  |
| 15    | Melissa Gorman      | Australien         | 2:00:33,6 h | +1:05,9 min  |
| 16    | Natalie du Toit     | Südafrika          | 2:00:49,9 h | +1:22,2 min  |
| 17    | Daniela Inácio      | Portugal           | 2:00:59,0 h | +1:31,3 min  |
| 18    | Eva Berglund        | Schweden           | 2:01:05,0 h | +1:37,3 min  |
| 19    | Fang Yanqiao        | China              | 2:01:07,9 h | +1:40,2 min  |
| 20    | Imelda Martínez     | Mexiko             | 2:01:07,9 h | +1:40,2 min  |
| 21    | Aurélie Muller      | Frankreich         | 2:02:04,1 h | +2:36,4 min  |
| 22    | Chloe Sutton        | Vereinigte Staaten | 2:02:13,6 h | +2:45,9 min  |
| 23    | Natalija Samorodina | Ukraine            | 2:10:41,6 h | +11:13,9 min |
| 24    | Antonella Bogarin   | Argentinien        | 2:11:35,9 h | +12:08,2 min |
|       | Kristel Köbrich     | Chile              | DNF         |              |